# 莫禮時
莫禮時（Paul Morris，1951年—），英國人，現任倫敦大學學院教育研究院教授，前任香港教育學院校長。他多年來都就香港的教育教革作出過巨大的貢獻，並發表過多本著作闡述他的見解。

## 簡歷
莫禮時教授早年在英國利茲大學取得經濟學教育學士，之後應英國傳統，由英國國家學位頒授委員會頒授教育社會學理學碩士，再於薩塞克斯大學取得哲學博士。莫禮時1975年加入香港大學，在1986-1992年出任該大學的教育學院校長。

## 香港教育學院風波
- 2007年1月25日，香港教育學院校董會以10票反對、3票支持、3票棄權下，否決與校長莫禮時續約。莫禮時表示, 校董會主席梁國輝在2006年6月曾經對他表示, 由於他不支持教院與中大合併，將會不獲續約。梁國輝則表示莫禮時誤解了他。[1][2][3]
了解教院內情的知情人士透露, 這一次否決續約的决定, 令人聯想到是教統局長李國章運用他自己的影響力，來達至教育學院和中大合併的目的。莫禮時一直致力於把香港教育學院升格為一間獨立的大學。[4]
- 2007年2月9日，莫禮時校長就教院涉及學術自由受到干預及合併壓力的問題表示，他歡迎設立獨立調查小組查明事實。他會在宣誓情況下作供，回答所有問題，並樂意指出涉及事件的教統局官員和4位教職員的身份。莫校長讚賞陸鴻基副校長為人正直非常。[5]

## 作品列表
- 莫禮時，（1996年），《香港學校課程的探討》（The Hong Kong School Curriculum: Development, Issues and Policies，中譯本由陳嘉琪、溫霈國譯）
- 薛添信、莫禮時、馮施鈺珩、柯朗德編，（2003年），《課程、學習與評估：香港的經驗》 （Curriculum, Learning and Assessment: The Hong Kong Experience, 中譯本由黃婉儀、陳瑞堅、馮施鈺珩譯）